# Минно-подрывное дело

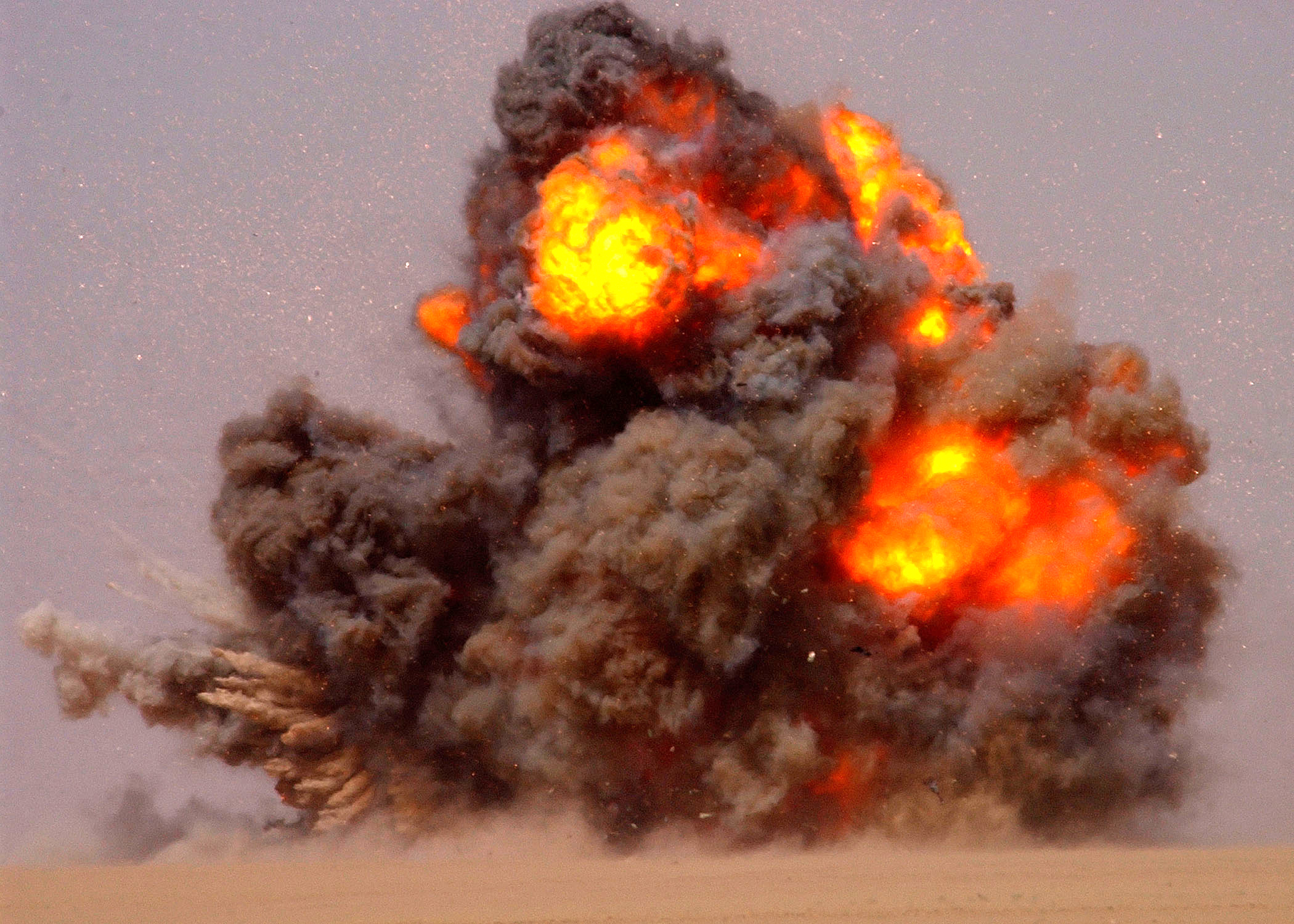
МПД охватывает различные аспекты подготовки и проведения подрывных работ

Минно-подрывное дело (сокр. МПД) — область военно-инженерного дела, охватывающая работы с применением взрывчатых материалов (взрывчатых веществ и средств взрывания), проводимые в целях инженерного обеспечения боевых действий войск. К таким работам относятся подрывные работы, устройство минных заграждений (минирование) и ликвидация минных заграждений (разминирование). Продвинутый курс МПД для сотрудников органов внутренних дел и органов предотвращения и локализации чрезвычайных ситуаций, а также сотрудников охранных структур именуется взрывотехническая подготовка, а также криминалистическая взрывотехника для сотрудников следственных органов, занятых в расследовании преступлений и правонарушений, совершённых посредством применения взрывчатых веществ.

## Курс
В рамках курса МПД курсантам и слушателям даются следующие теоретические знания и практические навыки:
- Общие сведения о минно-подрывном деле[2]
- Основы физики горения и взрыва. Понятие взрыва и взрывчатых материалов[3]
- Классификация, характеристика и свойства взрывчатых веществ[4]
- Разновидности подрывных зарядов и способы их изготовления[5]
- Хранение, транспортирование, испытание и уничтожение ВВ и инженерных боеприпасов[6]
- Меры предосторожности при обращении с ВВ[7]
- Способы и средства взрывания зарядов[8]
- Рекогносцировочные мероприятия перед изготовлением и закладкой зарядов
- Расчет зарядов для подрывания объектов из различного типа и конфигурации[9]
- Подрывание грунтов и скальных пород[10]

Занятия по МПД для отдельных военных специальностей, а также личного состава разведывательных и линейных подразделений некоторых родов войск, чья специфика боевого применения предполагает указанный способ ведения боевых действий (минирование и подрыв), могут иметь свою специфику в зависимости от конкретных обстоятельств.

## Спектр применения
Спектр служебного применения знаний и практических навыков МПД включает в себя следующие направления деятельности:
Боевые
- Минирование и подрыв заданных объектов в тылу противника.
- Выведение из строя путей сообщения, дорожного и железнодорожного полотна, дорожной инфраструктуры с целью воспрепятствовать использованию их противником.
- Разминирование путей сообщения, дорожного и железнодорожного полотна, дорожной инфраструктуры с целью обеспечить нормальное движение собственных сил.
- Нейтрализация мин и невзорвавшихся боеприпасов.
- Осуществление специальных мероприятий.

Небоевые
- Профилактические мероприятия в горных районах на лавиноопасных участках с целью предотвращения снежных лавин, каменных обвалов, селевых потоков и самопроизвольных сходов снежно-грязевой массы.
- Расчистка ледяных заторов на реках и в портах во время ледохода с целью устранения препятствий для речного и морского судоходства, предотвращения повреждения и обрушения мостов и опор от статической нагрузки.
- Промышленные работы в скальных грунтах и других твёрдых грунтах.

Навыки МПД могут применяться для:

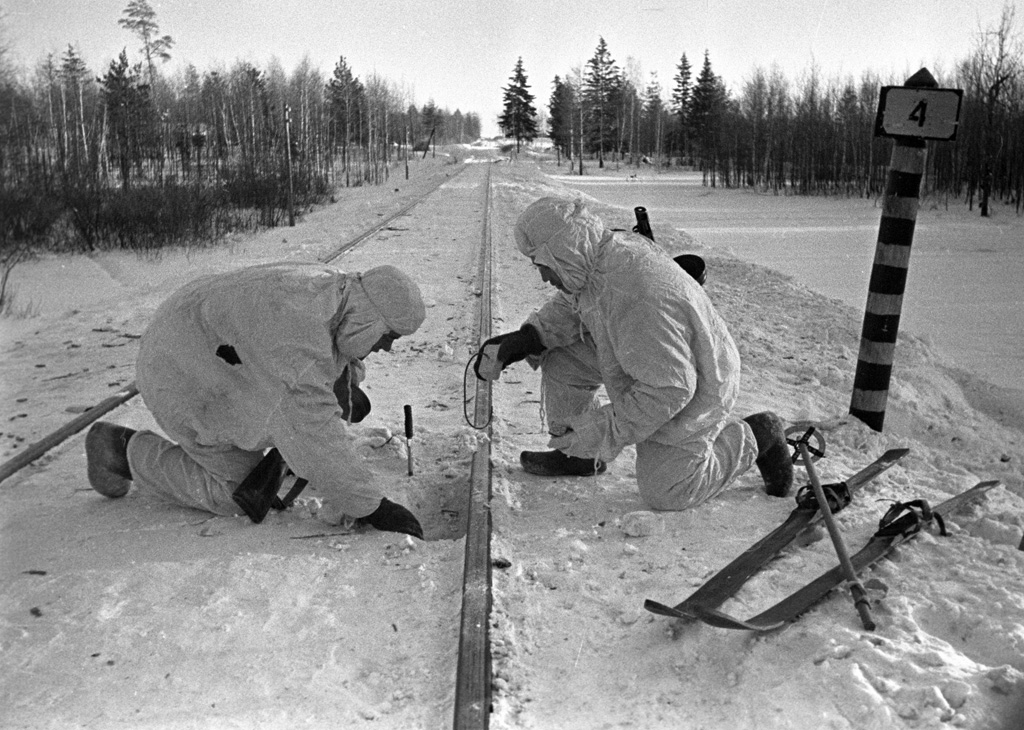
приведения в негодность путей сообщения
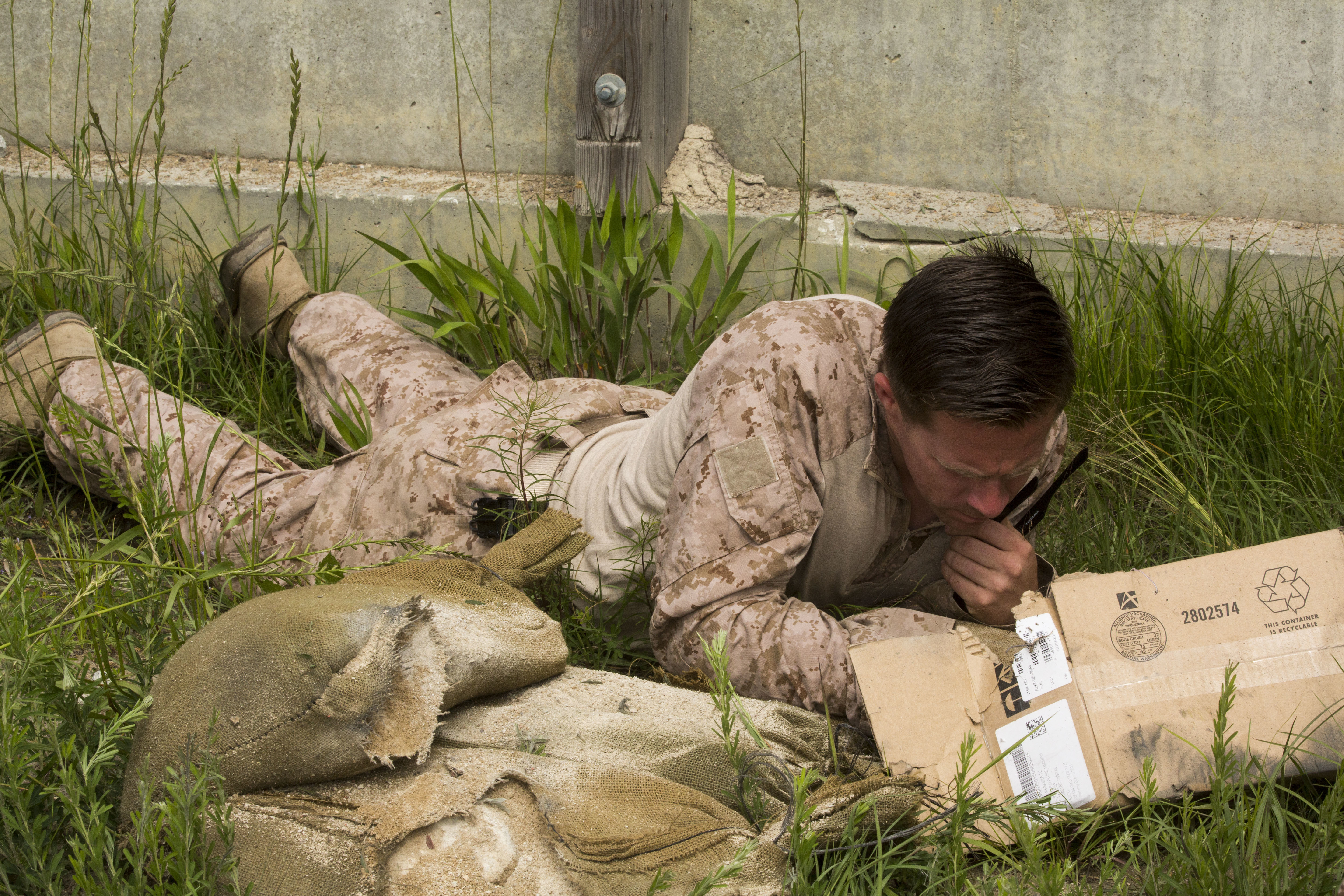
идентификации обнаруженных взрывоопасных предметов
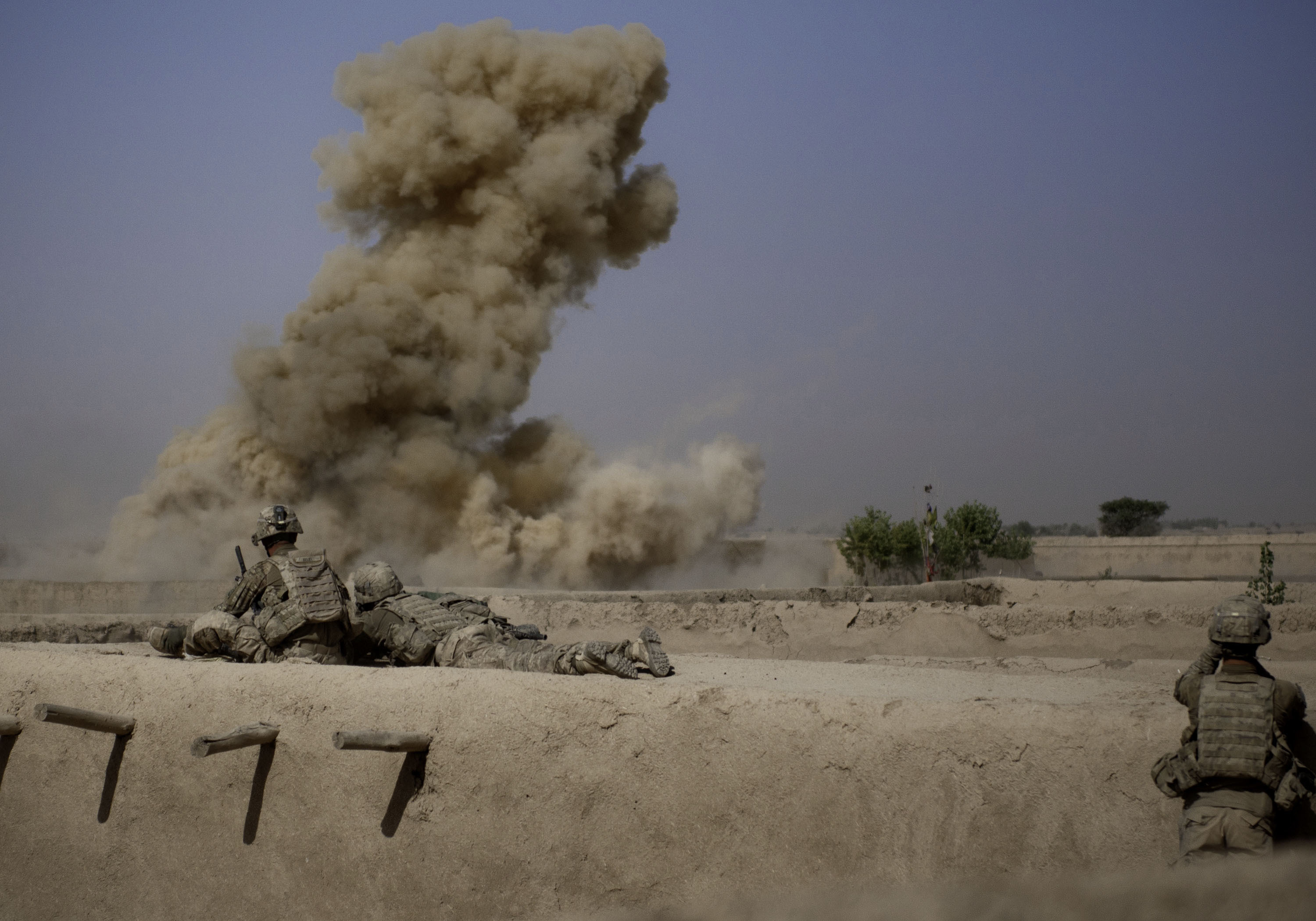
уничтожения складов с оружием и боеприпасами
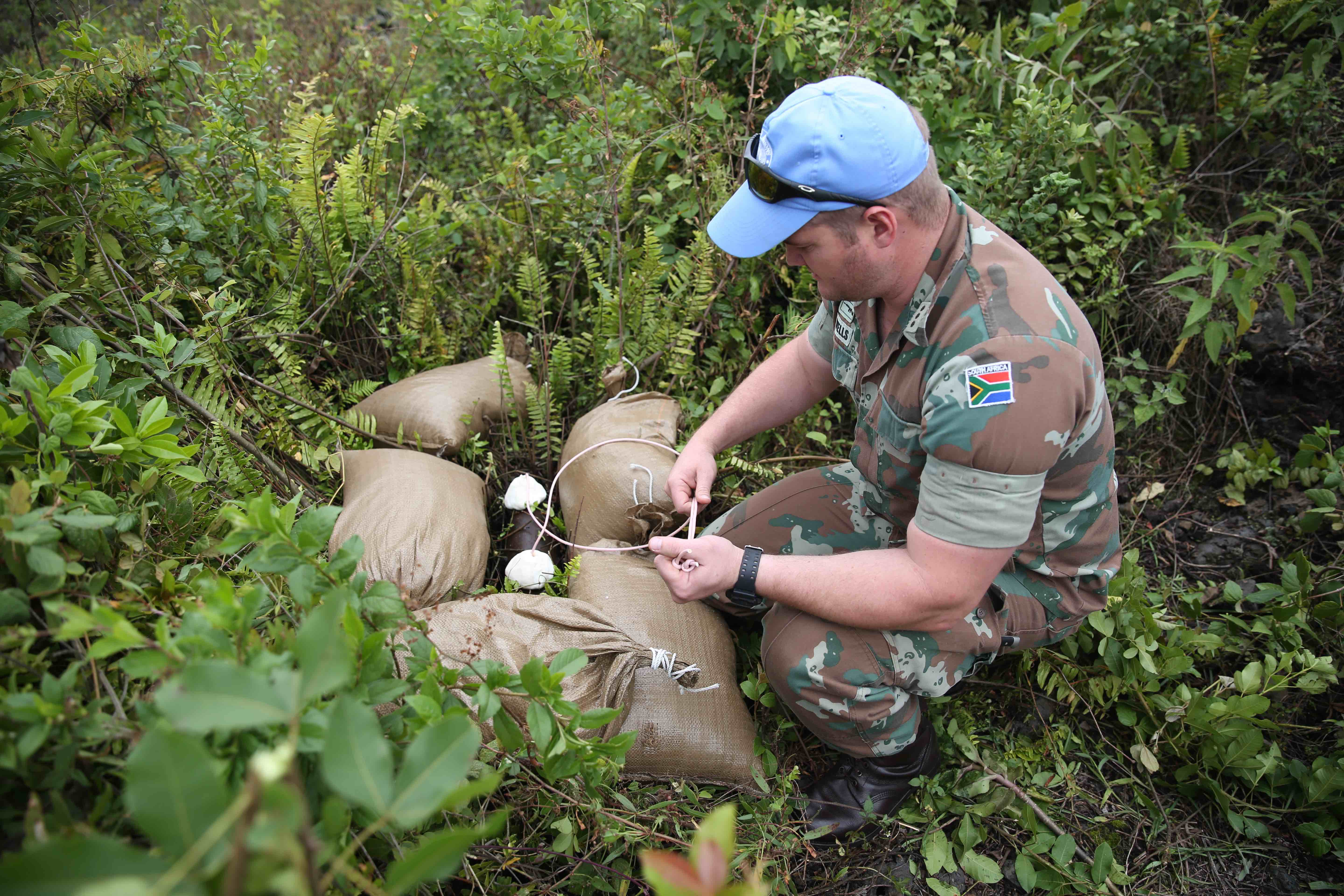
нейтрализации невзорвавшихся боеприпасов
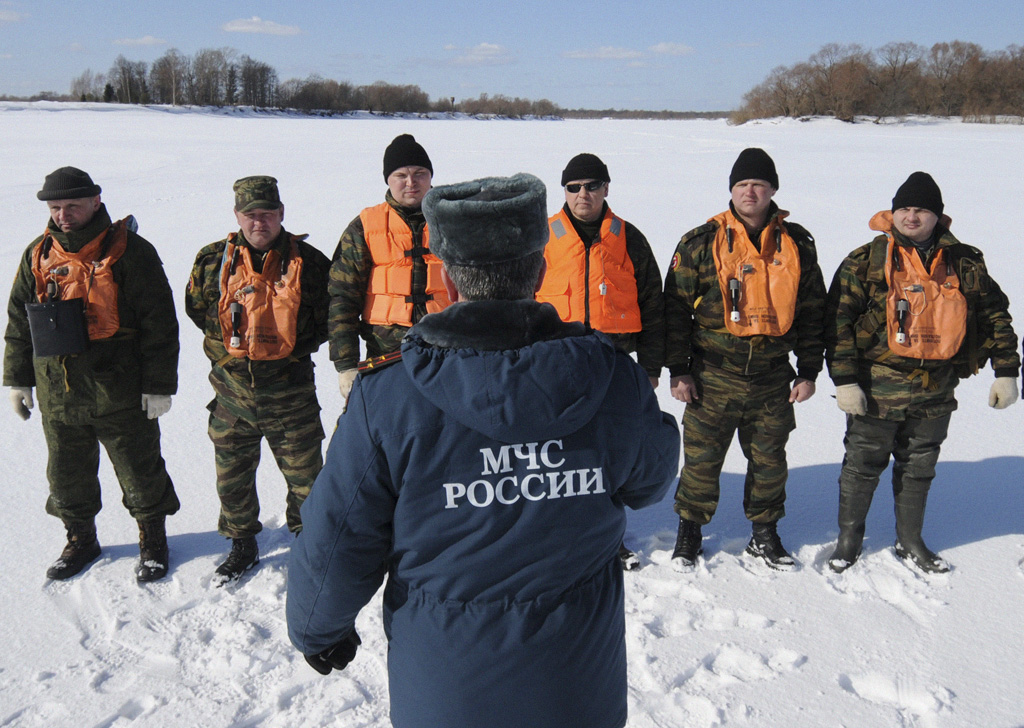
расчистки ледяных заторов
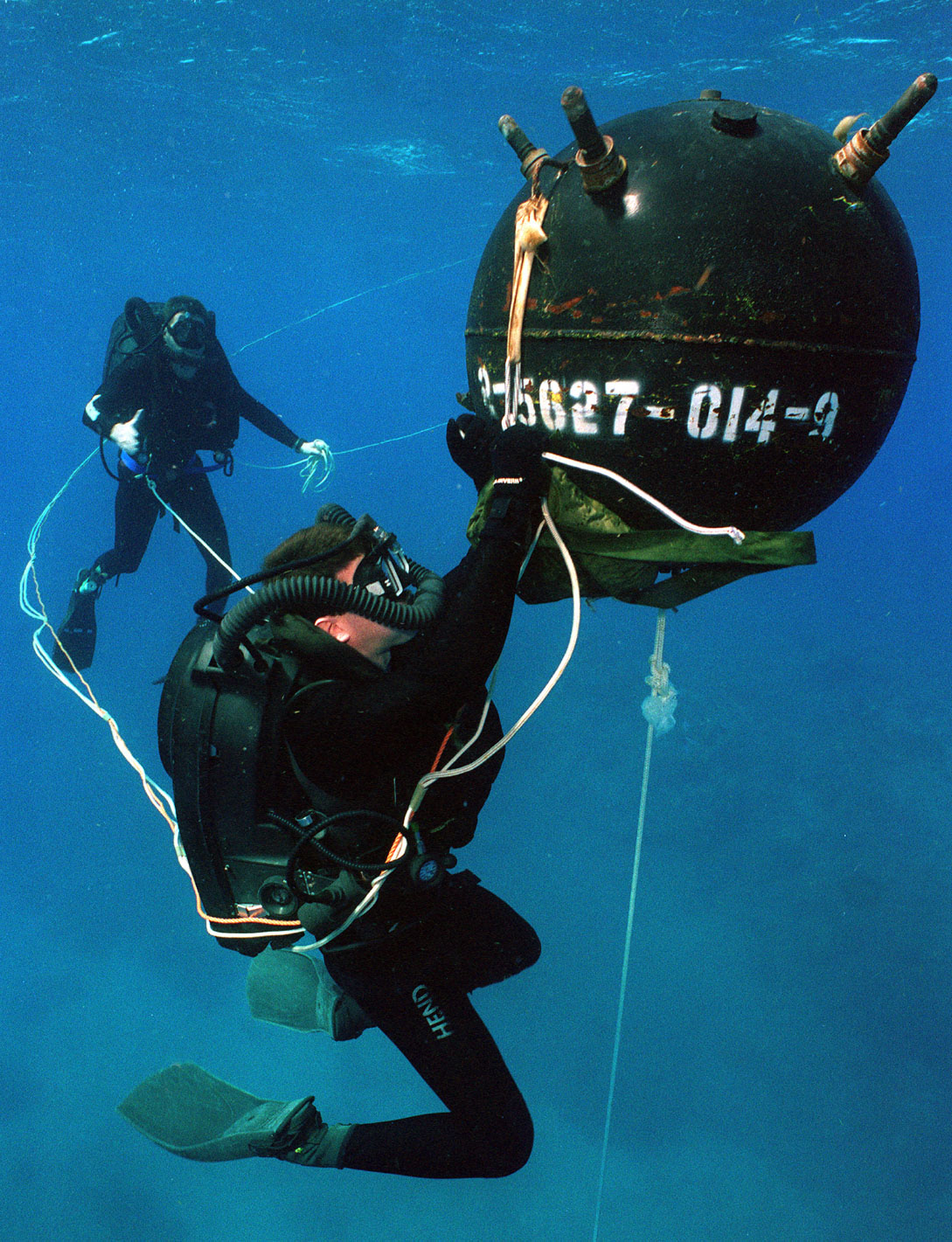
обеспечения безопасности акватории

## Матбаза

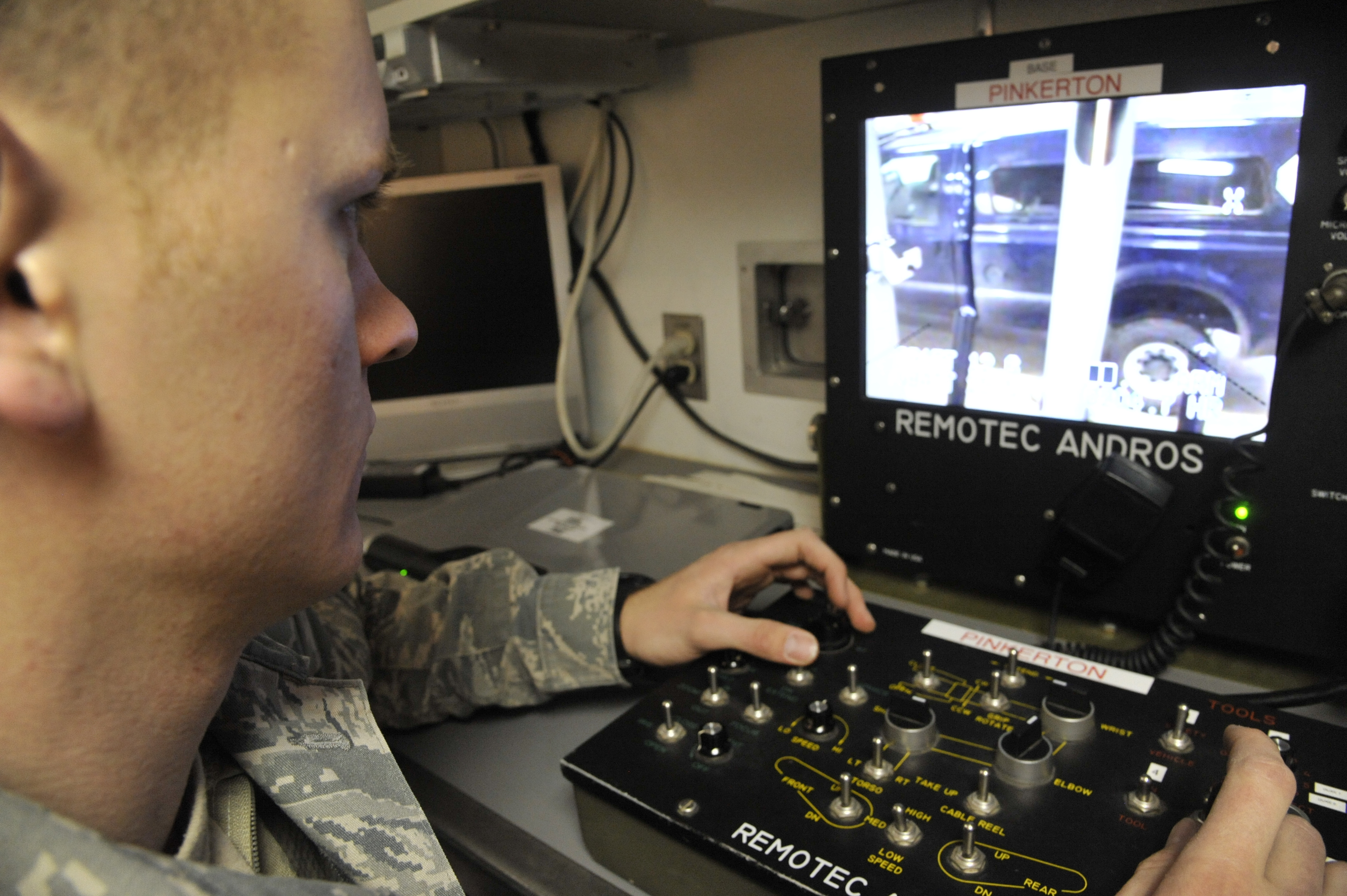
Пульт оператора машины разминирования

Для упрощения работы со взрывчатыми материалами и ускоренного расчёта потребной массы ВВ и ожидаемых последствий взрыва (объём выбрасываемого грунта, радиус взрывной полости, безопасное расстояние от эпицентра взрыва, дистанция разлёта фрагментов, необходимая длина и время горения бикфордова шнура и т. д.) могут применяться таблицы свойств конкретных взрывчатых веществ и специальные взрывокалькуляторы с соответствующим набором функций.
Для упрощения дистанционной работы с импровизированными взрывными устройствами, невзорвавшимися боеприпасами и подозрительными предметами, которые предположительно могут ими являться, с целью снижения риска для привлечённых военнослужащих и сотрудников может применяться специализированная робототехника и средства управления ею.